# ProLiga 2006
2. edycja ProLigi 2006 to cykl najważniejszych wyścigów kolarskich w Polsce w 2006 roku, z wyjątkiem Tour de Pologne, który należał wówczas do najwyższej kategorii wyścigów na świecie UCI ProTour.
W kalendarzu na rok 2006 figurowało 13 wyścigów. Zwycięstwo w całym cyklu zawodów zapewnił sobie Marcin Sapa zdobywając "złoty rower" (główną nagrodę) w Pro Lidze 2006.

## Elita mężczyzn

### Wyścigi
| Wyścig                                          | Zwycięzca                                     |
| ----------------------------------------------- | --------------------------------------------- |
| Szlakiem Grodów Piastowskich                    | Tomasz Kiendyś (Knauf Team)                   |
| Memoriał Andrzeja Trochanowskiego               | Piotr Chmielewski (CCC-Polsat)                |
| Bałtyk-Karkonosze Tour                          | Bartłomiej Matysiak (Legia-Bazyliszek)        |
| Mistrzostwa Polski - jazda indywidualna na czas | Piotr Mazur (Saunier Duval-Prodir)            |
| Mistrzostwa Polski - start wspólny              | Mariusz Witecki (Intel-Action)                |
| Wyścig Solidarności i Olimpijczyków             | Wasil Kiryjenka ( Białoruś) Rietumu Bank-Riga |
| Pomorski Klasyk                                 | Krzysztof Jeżowski (Knauf Team)               |
| Dookoła Mazowsza                                | Tomasz Kiendyś (Knauf Team)                   |
| Puchar Uzdrowisk Karpackich                     | Roman Broniš ( Słowacja)                      |
| Memoriał Henryka Łasaka                         | Petr Benčík ( Czechy)                         |
| Puchar Ministra Obrony Narodowej                | Marcin Gębka (DHL-Author)                     |
| Szlakiem Walk Majora Hubala                     | Tomasz Lisowicz (Knauf Team)                  |
| Puchar PKOl                                     | Knauf Team                                    |

### Klasyfikacja ProLigi 2006
Po 12 z 13 wyścigów.
1. Marcin Sapa (Knauf Team) 185 pkt.
2. Krzysztof Jeżowski (Knauf Team) 125
3. Tomasz Kiendyś (Knauf Team) 121
4. Tomasz Lisowicz (Knauf Team) 110
5. Robert Radosz (DHL-Author) 97